# Falces (mitología)
En la mitología griega, Falces (en griego antiguo Φάλκης), hijo de Témeno fue un rey de Sición. Ciudad de la que se apoderó con los dorios en un ataque nocturno. Al depuesto rey Lacestades le respetó la vida y compartió con él trono.
Erigió un templo a Hera Prodomia, porque afirmaba que la diosa le había quiado en su camino a Sición.
Falces y sus hermanos Cerines y Agreo fueron a la ciudad de Epidauro con la intención de separar a su hermana Hirneto de su marido Deifontes. Detuvieron el carro al pie de la muralla y dijeron que querían conversar con Hirneto. Lanzaron falsas acusaciones contra Deifontes, y le prometieron que si regresaba a Argos le entregarían en matrimonio a un hombre más poderoso. Ella dijo que Deifontes era un buen marido, y un yerno ejemplar de Témeno, y que ellos debían ser llamadas asesinos de Témeno más que hijos. Falces y Cerines la subieron al carro y se marcharon. Un epidaurio avisó a Deifontes. Cuando este los encontró, disparó a Cerines y lo mató. Como Falces agarraba a Hirneto, temió que si le disparaba, fallara y la matase a ella. Se enzarzó con él, pero Falces, resistió y tirando de Hirneto con violencia, la mató, porque estaba embarazada.
Hijo suyo fue Régnidas.
| Predecesor: Lacestades | Reyes de Sición | Sucesor: Régnidas |